# Diga di Zen Binnen
La diga di Zen Binnen è una diga ad arco situata in Svizzera, nel Canton Vallese, nel comune di Binn.

## Descrizione
Inaugurata nel 1953, ha un'altezza di 22 metri e il coronamento è lungo 46 metri.
Il lago creato dallo sbarramento, ha un volume massimo di 0,17 milioni di metri cubi, e un'altitudine massima di 1308 m s.l.m. Lo sfioratore ha una capacità di 35 metri cubi al secondo. Le acque del lago vengono sfruttate dall'azienda Rhonewerke AG.